# George Fernandez
George Fernandez (San Francisco, 29 ottobre 1961) è un allenatore di calcio, ex calciatore ed ex giocatore di calcio a 5 statunitense.

## Carriera
Come massimo riconoscimento in carriera vanta la partecipazione, con la nazionale di calcio a 5 degli Stati Uniti, al FIFA Futsal World Championship 1992 in cui gli statunitensi hanno colto il loro miglior risultato di sempre giungendo alla medaglia d'argento dopo la finale persa per 4-1 contro il Brasile. Fernandez sarà convocato anche quattro anni dopo per il mondiale di Spagna, dove i vicecampioni in carica sono stati eliminati al primo turno.